# Radenac
Radenac (bret. Radeneg) – miejscowość i gmina we Francji, w regionie Bretania, w departamencie Morbihan.
Według danych na rok 1990 gminę zamieszkiwały 832 osoby, a gęstość zaludnienia wynosiła 38 osób/km² (wśród 1269 gmin Bretanii Radenac plasuje się na 645. miejscu pod względem liczby ludności, natomiast pod względem powierzchni na miejscu 453.).